# Никетамид
Никетами́д (синонимы — Кордиамин, Тонокард, Никорин, Кардиамид) — лекарственный препарат, представляющий собой 25 % раствор N,N-диэтиламида никотиновой кислоты. Стимулятор центральной нервной системы, регулятор дыхательной системы. Применяют при асфиксии, при шоковых состояниях, в том числе возникших в результате хирургического вмешательства.

## Показания и механизм действия
Никетамид стимулирует ЦНС, возбуждает дыхательный и сосудодвигательный центры (особенно при пониженном тонусе сосудодвигательного центра). Прямого стимулирующего действия на сердце и сосудосуживающего эффекта не отмечается. В больших (токсических) дозах может вызывать клонические судороги. По механизму действия является агонистом н-холинорецепторов, имитируя воздействие на них ацетилхолина.
Применяют при острых и хронических расстройствах кровообращения, при понижении сосудистого тонуса и ослаблении дыхания у больных с инфекционными заболеваниями и у выздоравливающих, при остром коллапсе и асфиксии, при шоковых состояниях, возникающих во время хирургических вмешательств и в послеоперационном периоде, а также при асфиксии новорождённых.
Применяют внутрь  и парентерально.
Иногда никетамид применяют при отравлениях наркотиками, снотворными, анальгетиками, алкоголем. Вводят в вену (медленно) или под кожу, или внутримышечно. Подкожные и внутримышечные инъекции никетамида болезненны; иногда для уменьшения болезненности в место инъекции предварительно вводят новокаин.

## Противопоказания
Препарат противопоказан при предрасположении к судорожным реакциям. При передозировке возможны судороги.

## Физические свойства
Бесцветные кристаллы или бесцветная или желтоватого цвета жидкость со своеобразным запахом (т.пл. 24—26°С). Смешивается с водой и спиртом во всех соотношениях.

## Форма выпуска
Выпускают в виде 25% раствора в ампулах и шприц-тюбиках для инъекций, во флаконах — для приема внутрь.

## Хранение
Список Б.

## Допинг
Никетамид входит в перечень запрещенных препаратов ВАДА, запрещен к примнению в профессиональном спорте.
Хайме Уэламо был лишен бронзовой медали в индивидуальной велогонке на Олимпиаде-1972 после положительного теста на никетамид. Хорватский теннисист Марин Чилич был отстранен от соревнований на девять месяцев после того, как в апреле 2013 года у него был обнаружен никетамид. Позже этот запрет был сокращен до четырех месяцев после того, как Чилич обратился с апелляцией и заявил, что он непреднамеренно употребил его в таблетках глюкозы, купленных в аптеке. Польский автогонщик Игорь Валилко был отстранен от соревнований на два года после того, как у него был обнаружен никетамид при тестировании после победы в Германии в июле 2010 года.
В июле 2021 года швейцарский легкоатлет и врач Карим Хусейн получил положительный тест на никетамид, который он регулярно принимал во время тренировок. Он пропустил летние Олимпийские игры-2020 в Токио и был отстранен от соревнований на девять месяцев.